# Scheitelbein

Schädel in Seitenansicht:
1. Stirnbein (Os frontale)
2. Scheitelbein (Os parietale) (blau)
3. Nasenbein (Os nasale)
4. Siebbein (Os ethmoidale)
5. Tränenbein (Os lacrimale)
6. Keilbein (Os sphenoidale)
7. Hinterhauptsbein (Os occipitale)
8. Schläfenbein (Os temporale)
9. Jochbein (Os zygomaticum)
10. Oberkiefer (Maxilla)
11. Unterkiefer (Mandibula)

Das paarige Scheitelbein (lateinisch Os parietale) ist ein Teil des Hirnschädels. Es bildet das Schädeldach und die Seitenwand der knöchernen Gehirnkapsel. Bei Wiederkäuern wird, aufgrund des sehr großen Stirnbeins, nur der Seitenteil des Schädeldachs vom Scheitelbein gebildet.

Darstellung des Os parietale.

Beim Menschen wird das Scheitelbein von mehreren Schädelnähten begrenzt: Sutura sagittalis (zwischen linkem und rechten Scheitelbein), Sutura coronalis (vorn, zum Stirnbein) und Sutura lambdoidea (hinten, zum Hinterhauptsbein). Beim Neugeborenen sind zwischen Scheitelbein einerseits und Stirn- (Fonticulus major), Keil- (Fonticulus sphenoidalis), Hinterhauptsbein (Fonticulus minor) sowie Schläfen- und Hinterhauptsbein (Fonticulus mastoideus) andererseits jeweils Fontanellen ausgebildet.
Nach unten ist das Scheitelbein bei allen Säugetieren mit dem Schläfen- und dem Keilbein durch eine Knochennaht verbunden.
An der Seitenfläche des Scheitelbeins entspringt der Musculus temporalis (Schläfenmuskel), einer der Kaumuskeln. Die obere Begrenzung seines Ursprungs bildet eine deutliche Linie, die Linea temporalis. Außer beim Menschen und bei Wiederkäuern vereinigen sich die Lineae temporales beider Seiten zu einer kräftigen medianen Knochenleiste (Crista sagittalis externa) am oberen Schädeldach.
Okzipital finden sich mitunter kleine Löcher im Knochen als Durchtrittsstellen für Gefäße, sog. Foramina parietalia.

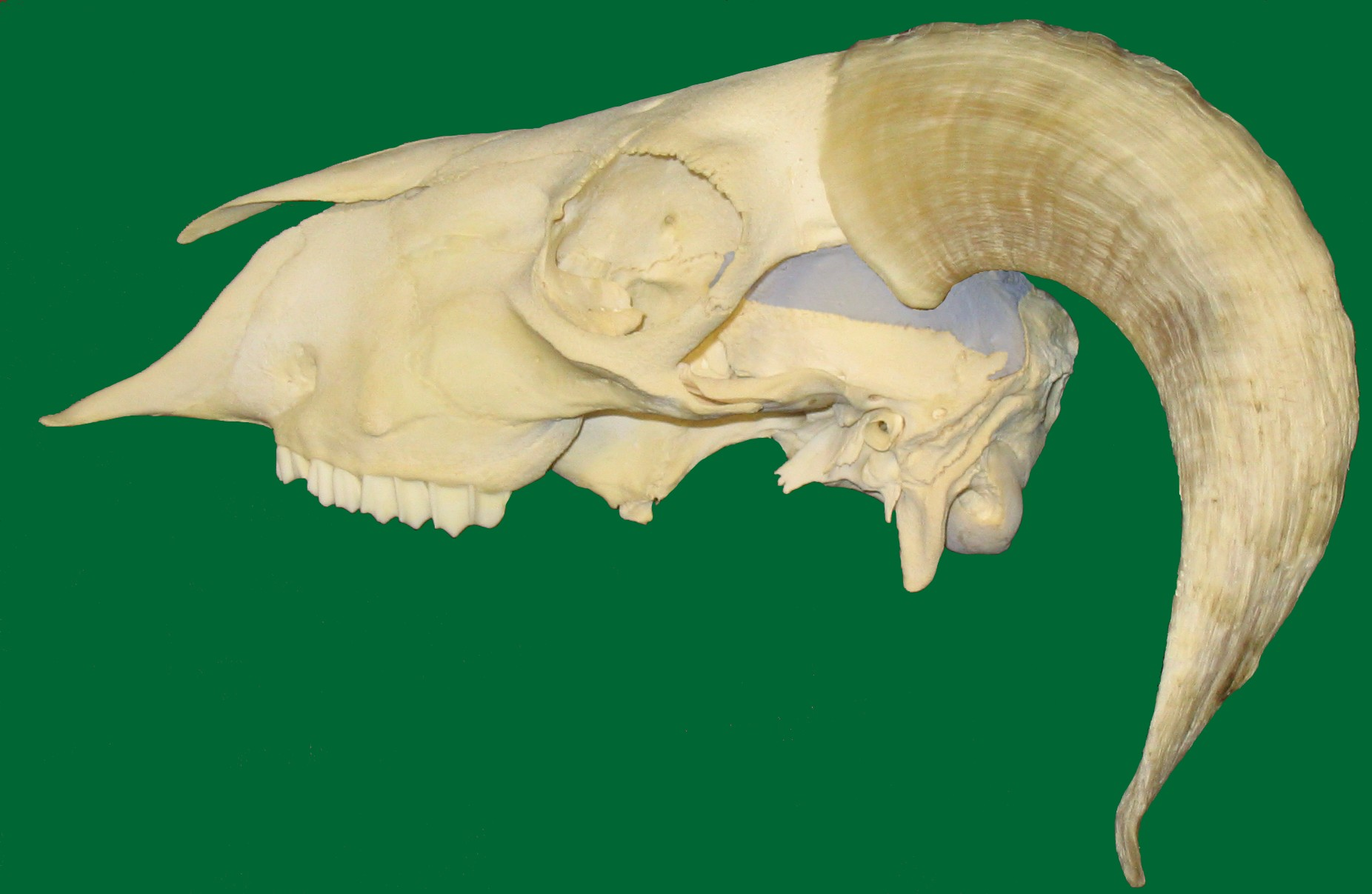
Schädel eines Schafes
Os parietale farbig markiert

## Fische
Bei den Strahlenflossern (Actinopterygii), einer Klasse der Knochenfische, wird der Knochen, der homolog zum Scheitelbein der Fleischflosser (Sarcopterygii) und Landwirbeltiere (Tetrapoda) ist, als Frontale bezeichnet, was zur Verwechslung mit dem Stirnbein (Os frontale) der Fleischflosser und Landwirbeltiere führen kann. Die Parietale der Strahlenflosser ist homolog zur Postparietale der Fleischflosser und Landwirbeltiere.